# 御代田町
御代田町（日语：／ Miyota machi */?）是長野縣北佐久郡的一町。

## 行政
- 町長 茂木祐司（2007年2月28日 就任）

## 历史

### 沿革
- 1889年4月1日 - 市町村制施行。草越村、茂澤村、豐昇村、廣戶村、面替村合併為伍賀村。鹽野村、馬瀬口村合併為小沼村。御代田村單獨成立。
- 1956年9月30日 - 御代田村、伍賀村、小沼村合併為御代田町。

## 交通

### 道路
- 國道18號

## 出身人物
- 安藤千伽奈（藝人，NGT48成員，御代田町故鄉大使）